# 恵王 (魏)
恵王（けいおう、紀元前400年 - 紀元前319年）は、中国戦国時代の魏の第3代君主で、王を称した初代である。姓は姫。氏は魏。諱は罃（おう）。
『孟子』には「梁の恵王」として登場する。

## 生涯
武侯の嫡子として生まれる。覇権国家である魏の武侯の死後、異母兄の公子仲緩と王位を争って即位する。魏は大陸の中央に位置し、当時最大の勢力を誇っており、恵王は「夏王」・「天子」を称し、弱体化した周王朝に取って代わる意思を示すほどであったが、周囲を強国に囲まれており、武侯の晩年には領土拡張には他国に攻め入るしかない状況にあり、絶えない戦火が国政に重くのし掛かりつつあった。
即位に到るまでに趙や斉の介入を許した他、秦・宋・韓などとも争いが絶えず、国力を伸張させることはおぼつかない状況であった。そのような中で、韓の公族出身でもある宰相・公叔痤が臨終の間際に自分の食客で、衛の公族出身でもある公孫鞅を推挙し、「私が亡くなった後に、食客の公孫鞅を宰相としてください。必ずや魏を強大国にしてくれましょう。もし、これを採り入れてくださらない場合は、すぐにも公孫鞅を殺害してください。もし他国が登用してしまえば、魏にとって大いな脅威となり、取り返しがつきませんから」と遺言したが、恵王は公叔痤が耄碌してこんな事を言っているのであろうと思い、これを聴かずに公孫鞅を登用も誅殺もしなかった。
魏王の言葉に失望した公孫鞅は秦にゆき、孝公に見出されて宰相となり、秦の国政を大改革して瞬く間に強国とした。この功績により、公孫鞅は商の地に封じられて商鞅と呼ばれることになる。強国となった秦の度々の侵攻により、魏は徐々に領土を削られてゆくことになる。
紀元前341年、馬陵の戦いにおいて魏軍は田忌・孫臏の率いる斉軍に敗れ、嫡子の上将軍の太子申が捕えられるという惨敗を喫する。
また、それを好機と捉えた秦の商鞅がその翌年の紀元前340年にすかさず西から侵攻し、商鞅と親交があった総大将の公子卬（恵王の異母弟?）を欺き、これを捕虜として大勝したために、魏は都を安邑から、東方の大梁（現在の開封）に遷さなければならないほどであった。これ以降、魏は梁とも呼ばれるようになる。このように失意の中にいた恵王は溺愛した太子申の同母弟の公子赫を世子に定めたという。同時に恵王は「あの時に私が公叔痤の言葉を聴いて、公孫鞅とやらを処刑すればこんなことにならなんだのに…」と洩らして、商鞅を殺さなかったことを大いに悔いたという。
度重なる敗戦により、魏は衰え、韓と共に斉に服属することとなり、文侯以来守られてきた覇権を失う結果となった。恵王は紀元前319年に老衰のために82歳で逝去した。末子の太子嗣が即位した（襄王）。

## 孟子との対話
恵王は孟子との対話でも知られている。書物『孟子』劈頭の章句も恵王との対話であり、最初の2篇は「梁恵王篇」と呼ばれている。
ある時、恵王は孟子を招いて「私は洪水が起きた時はその地の民を移住させ、飢饉の時は食糧を与えるなど心を尽くした政治をしている。これほどまでに徳を施しているのに、どうして我が国の人口は増えず、他国の人口は減らないのか」と訊ねた。孟子は「王は戦争がお好きですので戦争で喩えさせてください」と暗に皮肉を込めた上で、戦場から百歩逃げた兵士を五十歩逃げた兵士が笑ったらどう思うか？という喩え話をし、これが世に言われる「五十歩百歩」の故事成句となった。
恵王の時代の魏は、韓・趙・斉・秦の四カ国を敵に回した事で戦争が増え、相次ぐ動員によって民は疲弊していた。韓と趙は恵王が即位する以前から抗争状態にあったが、斉や秦とも敵対したのは恵王の野心が招いた失策とも言えた。孟子は恵王の好戦的性格を戒め、それを改めない限りどんなに小手先の徳を施しても無駄である事を暗に諭したのだった。